# کارل یوهان لیند
کارل یوهان لیند (انگلیسی: Carl Johan Lind؛ ۲۵ مه ۱۸۸۳ – ۲ فوریه ۱۹۶۵ (aged 85)) ورزشکار دو و میدانی اهل سوئد بود.
وی در مسابقات کشوری و بین‌المللی در مجموع برندهٔ ۱ مدال نقره، ۱ مدال برنز شده‌است.